# Naria

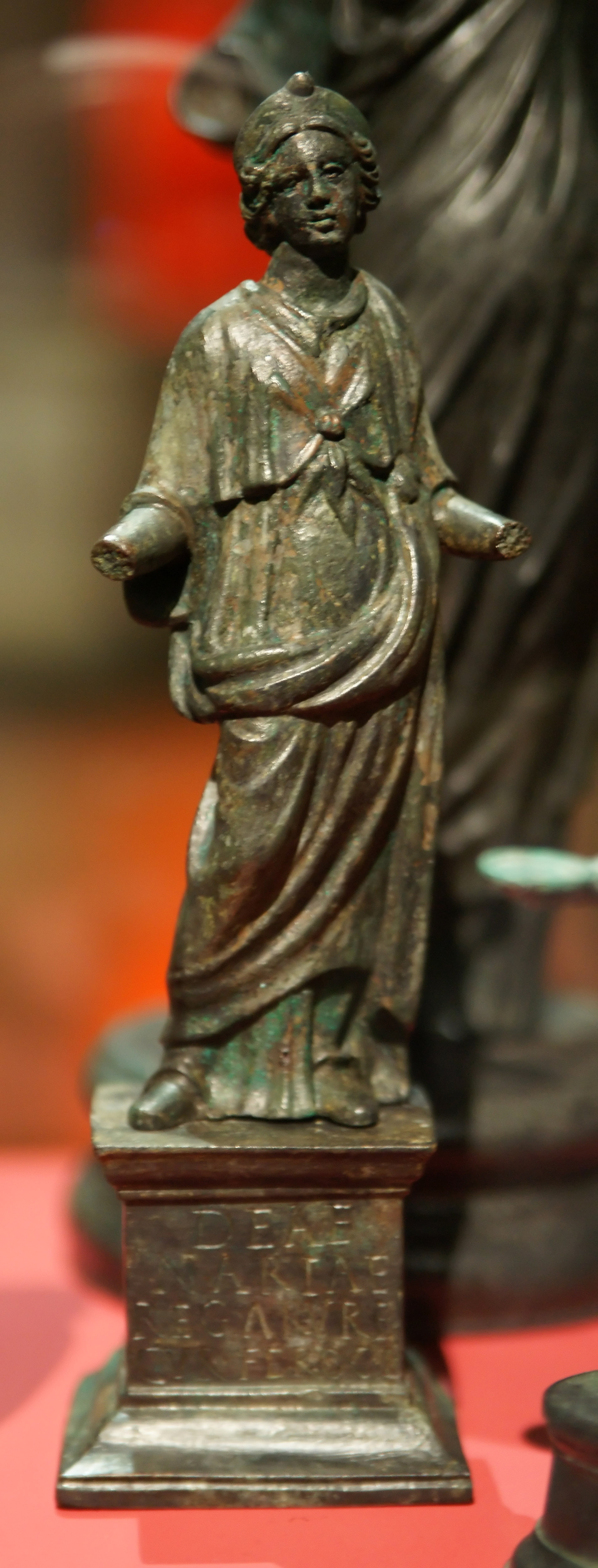
A estatueta de Naria do grupo de estatuetas Muri.

Naria foi uma deusa na religião galo-romana que parece ter sido venerada apenas no que agora é a parte ocidental da Suíça. Sua natureza e responsabilidades permanecem obscuras.
Ela é mencionada apenas duas vezes em inscrições conhecidas da era galo-romana. Uma, em uma pedra de altar de Cressier, diz Nariae Novsantiae T. Frontin. Hibernvs V.S.L.M, isto é: "À Naria Nousantia, Titus Frontinius Hibernus de boa vontade e merecidamente cumpriu seu voto". O epíteto 'Nousantia', diferentemente, é desconhecido. A outra inscrição está na base de uma estatueta do grupo de estatuetas Muri. Esta inscrição, Deae Nariae Reg(io) Arvre(nsis) Cvr(ante) Feroc(e) L(iberto),  se traduz como: "A associação de área Aar dedicou este à deusa Naria; o homem liberto Ferox serviu como curador."
A estatueta Muri é também a única representação conhecida de Naria. Ela a mostra em um vestido com mangas longas e com um diadema em seu cabelo. As mãos que detinham seus atributos divinos estão faltando. A representação de Naria segue um estilo genérico então usado na Itália, geralmente para representações da deusa da sorte, Fortuna. Isto indica que Naria poderia também ter sido concebida como uma deusa da boa sorte e bençãos.